# Semiothisa getula
Semiothisa getula là một loài bướm đêm trong họ Geometridae.